# Cumberland (rivière)
 (janvier 2016).
Si vous disposez d'ouvrages ou d'articles de référence ou si vous connaissez des sites web de qualité traitant du thème abordé ici, merci de compléter l'article en donnant les références utiles à sa vérifiabilité et en les liant à la section « Notes et références ».
Pour les articles homonymes, voir Cumberland.
La Cumberland (en anglais : Cumberland River) est une rivière des États du Kentucky et du Tennessee longue de 1 106 kilomètres, affluent en rive gauche de l'Ohio, donc sous-affluent du Mississippi.

## Parcours
La rivière prend sa source dans le comté de Letcher au sud-est du Kentucky sur le plateau de Cumberland. Elle s'écoule ensuite dans le sud-est du Kentucky avant de traverser la frontière pour aller dans le Tennessee puis retourne dans le Kentucky pour se jeter dans l'Ohio au niveau de Smithland, dans le Kentucky.
Les principales villes traversées sont :
- Pineville ;
- Williamsburg ;
- Burkesville ;
- Nashville ;
- Ashland City ;
- Clarksville.

## Histoire
La rivière a eu de multiples noms avant l'actuel nom de Cumberland. Elle a d'abord été appelée Warioto par les amérindiens, Shauvanon par les commerçants français et Shawnee ou Shawonoe des années après que Thomas Walker, explorateur, a donné son nom actuel à la rivière en hommage à William Augustus de Cumberland.
Cette rivière a d'abord été une voie de passage pour les colons pour atteindre l'Ohio et le Mississippi et de nombreuses villes se sont construites le long des rives de la rivière au XIXe siècle. De nombreux barrages et écluses ont été construits ensuite pour faciliter la navigation fluviale.
Plusieurs batailles de la guerre de Sécession se sont déroulées le long de la rivière dont la bataille de Fort Donelson.
La Cumberland a donné son nom à l'armée du Cumberland, une armée de l'Union lors de la guerre de Sécession et à des bateaux de guerre américains : USS Cumberland.

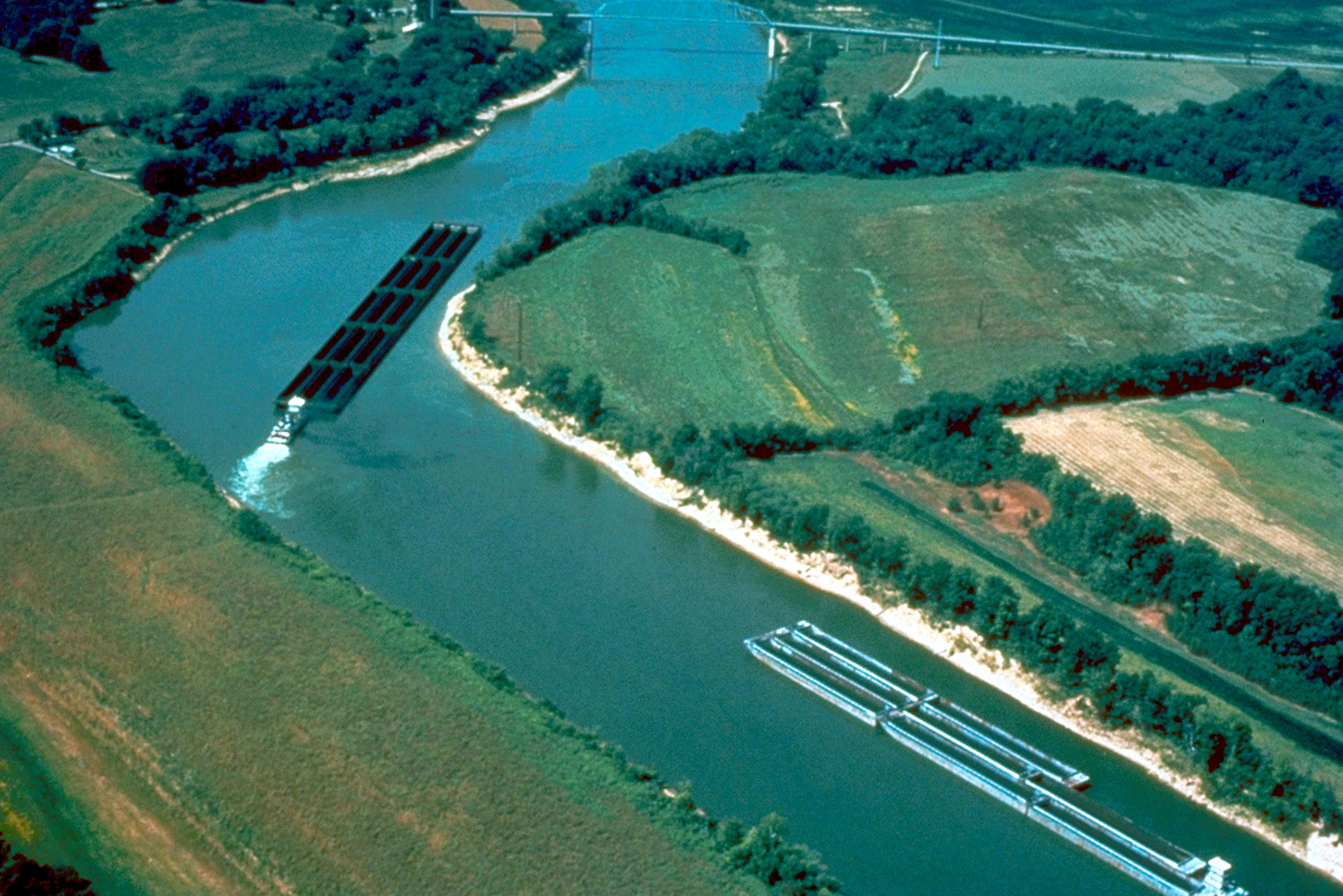
Barges naviguant sur la Cumberland

## Principaux affluents
- La rivière Red
- La rivière Harpeth
- La rivière Caney Fork
- La rivière Stones

## Principaux lacs de barrage
De nombreux barrages sur la Cumberland ont créé des lacs artificiels :
- Lac Barkley
- Lac Cumberland
- Lac Old Hickory
- Lac Cheatham
- Lac Laurel (sur un affluent, la rivière Laurel)
- Réservoir Dale Hollow (sur un affluent, la rivière Obey)
- Lac Percy Priest (sur un affluent, la rivière Stones)